# فرحان جاسم
فرحان جاسم محمد (عربی: فرحان جاسم محمد؛ زادهٔ ۱۹۵۷) کشتی‌گیر اهل عراق است. او به نمایندگی از کشورش در رقابت‌های المپیک تابستانی ۱۹۸۸ شرکت کرد.
وی در مسابقات کشوری و بین‌المللی در مجموع برندهٔ ۱ مدال طلا، ۲ مدال نقره شده‌است.